# Římskokatolická farnost Velké Hamry
Římskokatolická farnost Velké Hamry je církevní správní jednotka sdružující římské katolíky na území města Velké Hamry a v jeho okolí. Organizačně spadá do libereckého vikariátu, který je jedním z 10 vikariátů litoměřické diecéze. Centrem farnosti je kostel svatého Václava ve Velkých Hamrech.

## Historie farnosti
Farnost byla kanonicky zřízena od roku 1937. Od tohoto roku jsou také vedeny matriky.

### Duchovní správcové vedoucí farnost
Začátek působnosti jmenovaného v duchovní správě farnosti od roku:
- 1937   par. vacat, admin. interc. excurr. Aloys. Liehmann
- 1. 7. 1939   Johann Langer, n. 10. 9. 1906 Georgswalde, o. 29. 6. 1932, † 25. 11. 1995
- 23. 9. 1946   Guilelm. Raab
- 12. 3. 1951   Anton. Harazin
- 1. 4.  1951    Anton. Mizera
- 5. 10. 1962   Josef Kováčik
- 1. 10. 1990   Leopold Paseka
- 1. 8.  1992    Petr Lukšan
- 15. 4. 1997   Marian Plonka
- 1. 7. 2002   Michael Podzimek
- 13. 11. 2007 Pavel Ajchler, admin. exc. z Tanvaldu[2]

Kromě kněží stojících v čele farnosti, působili ve farnosti v průběhu její historie i jiní kněží. Většinou pracovali jako farní vikáři, kaplani, katecheté, výpomocní duchovní aj.

## Území farnosti
Do farnosti náleží území obce:
- Dolní Hamr (Unter Hammer[3])[p 2]
- Horní Hamry,[1] Horní Hamr[3] (Ober Hammer)[p 2]
- Plavy (Plaw)[p 2]
- Velké Hamry (Gross Hammer,[1] Gross - Hammer[3])[p 2]

## Římskokatolické sakrální stavby na území farnosti
| | Fotografie | Stavba             | Místo       | Bohoslužba                      | Zeměpisné souřadnice            | Poznámka     |
| Kostel | Kostel     | Kostel             | Kostel      | Kostel                          | Kostel                          | Kostel       |
| --- | ---------- | ------------------ | ----------- | ------------------------------- | ------------------------------- | ------------ |
| 1. |            | Kostel sv. Václava | Velké Hamry | bližší informace o bohoslužbách | 50°43′2″ s. š., 15°18′51″ v. d. | farní kostel |
| Kaple |            |                    |             |                                 |                                 |              |
| 2. |            | Kaple sv. Anny     | Velké Hamry | bližší informace o bohoslužbách |                                 | kaple        |
| Některé drobné sakrální stavby a pamětihodnosti lze dohledat zde v databázi Drobné sakrální památky Zaniklé sakrální stavby lze dohledat zde v databázi Poškozené a zničené kostely, kaple a synagogy v České republice |            |                    |             |                                 |                                 |              |

Ve farnosti se mohou nacházet i další drobné sakrální stavby, místa římskokatolického kultu a pamětihodnosti, které neobsahuje tato tabulka.

## Příslušnost k farnímu obvodu
Z důvodu efektivity duchovní správy byl vytvořen farní obvod (kolatura) farnosti Tanvald, jehož součástí je i farnost Velké Hamry, která je tak spravována excurrendo. Přehled těchto kolatur je v tabulce farních obvodů libereckého vikariátu.